# Massanassa
Massanassa (em valenciano e oficialmente) ou Masanasa (em castelhano) é um município da Espanha na província de Valência, Comunidade Valenciana. Tem 5,6 km² de área e em 2021 tinha 9 845 habitantes (densidade: 1 758 hab./km²).

## Demografia
| Variação demográfica do município entre 1991 e 2004 | Variação demográfica do município entre 1991 e 2004 | Variação demográfica do município entre 1991 e 2004 | Variação demográfica do município entre 1991 e 2004 |
| --------------------------------------------------- | --------------------------------------------------- | --------------------------------------------------- | --------------------------------------------------- |
| 1991                                                | 1996                                                | 2001                                                | 2004                                                |
| 7666                                                | 7645                                                | 7370                                                | 7843                                                |